# Miniopterus medius
Miniopterus medius — вид ссавців родини лиликових.

## Проживання, поведінка
Країна поширення: Індонезія (Ява, Калімантан, Сулавесі), Малайзія, Таїланд. Цей вид був виявлений на висоті до 2600 м над  рівнем моря. Лаштує сідала у вапнякових печерах, тунелях і ущелинах скель. Комахоїдний, харчується в низинних тропічних лісах.

## Загрози та охорона
Здається, немає серйозних загроз для цього виду. Цей вид зустрічається в багатьох охоронних лісових районах.